# Bardsragujn chumb 2019-2020
Il Bardsragujn chumb 2019-2020 è stata la 28ª edizione della massima serie del campionato armeno di calcio, iniziata il 2 agosto 2019, sospesa il 12 marzo 2020 a causa della pandemia di COVID-19, ripresa il 23 maggio 2020 e terminata il 14 luglio successivo. L'Ararat-Armenia era la squadra campione in carica e si è riconfermata per il secondo anno consecutivo.

## Stagione

### Novità
La Federazione calcistica dell'Armenia ha deciso di incrementare da nove a dieci il numero di partecipanti. A causa della mancata concessione della licenza nazionale, il Junior Sevan, vincitore della Aradżin Chumb 2018-2019, non è stato ammesso al campionato di massima serie ed è stato perciò sostituito dall'Erevan, classificatosi secondo. L'Ararat, inizialmente retrocesso, è stato ripescato. Infine l'Artsakh, che aveva cambiato proprietà nel gennaio del 2019, ha cambiato nome in Noah, così come il Banants, rinominato in Urartu.

### Formula
Il campionato si svolge in due fasi: nella prima le dieci squadre si affrontano in un girone di andata e ritorno, per un totale di 18 giornate. Successivamente le squadre vengono divise in due gruppi in base alla classifica: le prime sei formano un nuovo girone e competono per il titolo e la qualificazione alle competizioni europee; le ultime quattro invece lottano per non retrocedere in Aradżin Chumb.

La squadra prima classificata è dichiarata campione d'Armenia ed è ammessa al primo turno di qualificazione della UEFA Champions League 2020-2021. La seconda e la terza classificata vengono ammesse al primo turno di qualificazione della UEFA Europa League 2020-2021. Se la squadra vincitrice della coppa nazionale, ammessa al primo turno di qualificazione della UEFA Europa League 2020-2021, si classifica tra il primo e il terzo posto, l'accesso al primo turno di Europa League va a scalare.

## Squadre partecipanti
| Club              | Stagione | Città    | Stadio | Stagione precedente           |
| ----------------- | -------- | -------- | --- | ----------------------------- |
| Alaškert          |          | Erevan   | Stadio Alaškert | 4º posto in Bardsragujn chumb |
| Ararat            |          | Erevan   | Stadio Repubblicano Vazgen Sargsyan (1ª-2ª, 6ª-14ª) FFA Academy Stadium (4ª, 16ª, 18ª-28ª) Stadio comunale di Gyumri (17ª) | 9º posto in Bardsragujn chumb |
| Ararat-Armenia    | dettagli | Erevan   | FFA Academy Stadium | Campione d'Armenia            |
| Erevan (ritirato) |          | Erevan   | Stadio Accademia Vanadzor (Vanadzor)                                                                                       | 2º posto in Araǰin Xowmb      |
| Ganjasar          |          | Kapan    | FFA Academy Stadium (Erevan)                                                                                               | 6º posto in Bardsragujn chumb |
| Lori              |          | Vanadzor | Stadio Accademia Vanadzor                                                                                                  | 5º posto in Bardsragujn chumb |
| Noah              |          | Erevan   | Stadio Alaškert | 8º posto in Bardsragujn chumb |
| P'yownik          |          | Erevan   | Stadio Repubblicano Vazgen Sargsyan (1ª, 6ª-13ª) FFA Academy Stadium (3ª-5ª, 16ª-24ª)                                      | 2º posto in Bardsragujn chumb |
| Širak             |          | Gyumri   | Stadio comunale di Gyumri                                                                                                  | 7º posto in Bardsragujn chumb |
| Urartu            |          | Erevan   | Stadio Urartu | 3º posto in Bardsragujn chumb |

## Allenatori e primatisti
| Squadra        | Allenatore | Giocatore più presente (tra parentesi il numero delle presenze) | Capocannoniere (tra parentesi il numero dei gol segnati) |
| -------------- | --- | --------------------------------------------------------------- | -------------------------------------------------------- |
| Alaškert       | Abraham Khashmanyan (2ª-5ª) Armen Adamyan (1ª, 6ª-25ª) Eġiše Melik'yan (26ª-28ª)                                          | Thiago Galvão (27)                                              | Gustavo Marmentini Aleksandar Glišić (11)                |
| Ararat         | Sergej Boyko (1ª-6ª) Gagik Simonyan (7ª-10ª) Vadym Lazorenko (11ª-15ª) Igor' Kolyvanov (16ª-20ª) Ara Abrahamyan (21ª-28ª) | David Churcidze (26)                                            | Denys Dedečko (6)                                        |
| Ararat-Armenia | Vardan Minasyan | Mailson Lima (26)                                               | Mailson Lima (8)                                         |
| Erevan         | Nebojša Petrović (1ª-6ª) Vlad Goian (7ª-10ª) António Caldas (11ª-15ª)                                                     | Svjatoslav Hrabčak Ramazan Isaev (14)                           | Ramazan Isaev (6)                                        |
| Ganjasar       | Ashot Barseghyan | Emil Yeghiazaryan (19)                                          | Gegham Harutyunyan (6)                                   |
| Lori           | David Campaña (1ª-19ª) Armen Sanamyan (20ª-28ª)                                                                           | Xabi Auzmendi Jonel Désiré Alexandre Yeoulé (23)                | Jonel Désiré (12)                                        |
| Noah           | Vadim Boreț | Maksim Majrovič (27)                                            | Maksim Majrovič (11)                                     |
| P'yownik       | Aleksandr Tarchanov (1ª-15ª) Ṙoman Berezovski (16ª-24ª)                                                                   | Artëm Simonjan (19)                                             | Denis Mahmudov (9)                                       |
| Širak          | Vardan Bichakhchyan | Vsevolod Ermakov Mory Koné (28)                                 | Mory Koné (23)                                           |
| Urartu         | Il'šat Fajzulin (1ª-14ª) Aleksandr Grigoryan (15ª-24ª)                                                                    | Jurica Grgec Karen Melkonyan (19)                               | Evgenij Kobzar' (7)                                      |

## Stagione regolare

### Classifica finale
|  | Pos. | Squadra        | Pt | G  | V  | N | P  | GF | GS | DR  |
|  | ---- | -------------- | -- | -- | -- | - | -- | -- | -- | --- |
|  | 1.   | Ararat-Armenia | 36 | 18 | 11 | 3 | 4  | 33 | 15 | +18 |
|  | 2.   | Lori           | 32 | 18 | 9  | 5 | 4  | 27 | 19 | +8  |
|  | 3.   | Alaškert       | 31 | 18 | 9  | 4 | 5  | 33 | 20 | +13 |
|  | 4.   | Ararat         | 31 | 18 | 9  | 4 | 5  | 25 | 18 | +7  |
|  | 5.   | Noah           | 30 | 18 | 9  | 3 | 6  | 25 | 19 | +6  |
|  | 6.   | Širak          | 28 | 18 | 8  | 4 | 6  | 25 | 18 | +7  |
|  | 7.   | P'yownik       | 23 | 18 | 7  | 2 | 9  | 35 | 36 | -1  |
|  | 8.   | Urartu         | 23 | 18 | 6  | 5 | 7  | 22 | 24 | -2  |
|  | 9.   | Ganjasar       | 18 | 18 | 4  | 6 | 8  | 20 | 25 | -5  |
|  | 10.  | Erevan         | 0  | 18 | 0  | 0 | 18 | 11 | 62 | -51 |

Legenda:
      Ammesse alla Poule scudetto
      Ammesse alla Poule retrocessione
      Esclusa a campionato in corso.
Note:
Tre punti per la vittoria, uno per il pareggio, zero per la sconfitta.
In caso di arrivo di due o più squadre a pari punti, la graduatoria verrà stilata secondo la classifica avulsa tra le squadre interessate.

### Risultati
|                | Ala  | Ara  | AAr  | Ere  | Gan  | Lor  | Noa  | Pyo  | Šir  | Ura  |
| -------------- | ---- | ---- | ---- | ---- | ---- | ---- | ---- | ---- | ---- | ---- |
| Alaškert       | –––– | 1-1  | 2-1  | 5-1  | 2-0  | 0-1  | 0-1  | 1-1  | 1-2  | 2-1  |
| Ararat         | 1-1  | –––– | 0-3  | 1-0  | 1-1  | 0-0  | 1-0  | 4-2  | 2-1  | 1-0  |
| Ararat-Armenia | 2-0  | 1-0  | –––– | 7-2  | 3-1  | 0-0  | 3-1  | 3-1  | 1-0  | 0-0  |
| Erevan         | 0-3  | 1-3  | 1-2  | –––– | 0-3  | 0-1  | 0-2  | 2-8  | 1-4  | 0-1  |
| Ganjasar       | 2-2  | 0-1  | 2-1  | 2-0  | –––– | 1-1  | 1-1  | 1-2  | 1-0  | 2-4  |
| Lori           | 2-1  | 1-4  | 2-0  | 8-0  | 2-1  | –––– | 1-0  | 2-2  | 0-0  | 2-1  |
| Noah           | 1-2  | 2-0  | 1-2  | 3-1  | 2-1  | 3-1  | –––– | 4-2  | 0-0  | 2-0  |
| P'yownik       | 0-3  | 1-4  | 0-3  | 4-1  | 2-0  | 3-1  | 1-2  | –––– | 1-0  | 1-2  |
| Širak          | 1-3  | 2-1  | 1-0  | 2-1  | 0-0  | 1-2  | 3-0  | 3-1  | –––– | 3-1  |
| Urartu         | 2-4  | 1-0  | 1-1  | 3-0  | 1-1  | 2-0  | 0-0  | 0-3  | 2-2  | –––– |

## Poule scudetto

### Classifica finale
|                    | Pos. | Squadra        | Pt | G  | V  | N  | P  | GF | GS | DR  |
| ------------------ | ---- | -------------- | -- | -- | -- | -- | -- | -- | -- | --- |
| Armenia (bandiera) | 1.   | Ararat-Armenia | 52 | 28 | 15 | 7  | 6  | 45 | 23 | +22 |
|                    | 2.   | Noah           | 48 | 28 | 14 | 6  | 8  | 37 | 27 | +10 |
|                    | 3.   | Alaškert       | 47 | 28 | 14 | 5  | 9  | 51 | 31 | +20 |
|                    | 4.   | Širak          | 46 | 28 | 13 | 7  | 9  | 40 | 30 | +10 |
|                    | 5.   | Lori           | 40 | 27 | 10 | 10 | 7  | 35 | 33 | +2  |
|                    | 6.   | Ararat         | 33 | 27 | 9  | 6  | 12 | 31 | 36 | -5  |

      Campione d'Armenia e ammessa alla UEFA Champions League 2020-2021
      Ammesse alla UEFA Europa League 2020-2021
Note:

Tre punti per la vittoria, uno per il pareggio, zero per la sconfitta.
In caso di arrivo di due o più squadre a pari punti, la graduatoria verrà stilata secondo la classifica avulsa tra le squadre interessate.

### Risultati
|                | Ala  | Ara  | AAr  | Lor  | Noa  | Šir  |
| -------------- | ---- | ---- | ---- | ---- | ---- | ---- |
| Alaškert       | –––– | 2-1  | 1-2  | 5-1  | 0-1  | 1-2  |
| Ararat         | 1-3  | –––– | 0-1  | 1-1  | 0-0  | 1-4  |
| Ararat-Armenia | 0-0  | 4-2  | –––– | 0-0  | 2-0  | 1-1  |
| Lori           | 0-2  | -    | 2-1  | –––– | 2-2  | 1-1  |
| Noah           | 1-0  | 1-0  | 1-1  | 2-1  | –––– | 4-0  |
| Širak          | 2-4  | 2-0  | 1-0  | 0-0  | 2-0  | –––– |

## Poule retrocessione

### Classifica finale
|  | Pos. | Squadra  | Pt | G  | V  | N | P  | GF | GS | DR  |
|  | ---- | -------- | -- | -- | -- | - | -- | -- | -- | --- |
|  | 7.   | Urartu   | 36 | 24 | 10 | 6 | 8  | 32 | 27 | +5  |
|  | 8.   | P'yownik | 32 | 24 | 10 | 2 | 12 | 45 | 42 | +3  |
|  | 9.   | Ganjasar | 31 | 24 | 8  | 7 | 9  | 31 | 29 | +2  |
|  | 10.  | Erevan   | 0  | 24 | 0  | 0 | 24 | 11 | 80 | -69 |

Legenda:
      Esclusa a campionato in corso.
Note:

Tre punti per la vittoria, uno per il pareggio, zero per la sconfitta.
In caso di arrivo di due o più squadre a pari punti, la graduatoria verrà stilata secondo la classifica avulsa tra le squadre interessate.

### Risultati
|          | Ere  | Gan  | Pyo  | Ura  |
| -------- | ---- | ---- | ---- | ---- |
| Erevan   | –––– | 0-3  | 0-3  | 0-3  |
| Ganjasar | 3-0  | –––– | 1-0  | 1-1  |
| P'yownik | 3-0  | 2-3  | –––– | 1-2  |
| Urartu   | 3-0  | 1-0  | 0-1  | –––– |

## Statistiche

### Individuali

#### Classifica marcatori
| Gol |  |  | Giocatore          | Squadra                 |
| --- |  |  | ------------------ | ----------------------- |
| 23  |  |  | Mory Kone          | Širak                   |
| 12  |  |  | Jonel Désiré       | Lori                    |
| 11  |  |  | Aleksandar Glišić  | Alaškert                |
| 11  |  |  | Gustavo Marmentini | Alaškert                |
| 11  |  |  | Maksim Majrovič    | Noah                    |
| 9   |  |  | Denis Mahmudov     | P'yownik                |
| 8   |  |  | Thiago Galvão      | Alaškert                |
| 8   |  |  | Mailson Lima       | Ararat-Armenia          |
| 8   |  |  | Vladimir Azarov    | Noah                    |
| 7   |  |  | Ramazan Isaev      | Erevan (6) / Ararat (1) |
| 7   |  |  | Yusuf Otubanjo     | Ararat-Armenia          |
| 7   |  |  | Evgenij Kobzar'    | Urartu                  |
| 6   |  |  | Denys Dedečko      | Ararat                  |
| 6   |  |  | Gegham Harutyunyan | Ganjasar                |
| 6   |  |  | Artur Miranyan     | P'yownik                |

### Primati stagionali
Squadre
- Maggior numero di vittorie: Ararat-Armenia (15)
- Maggior numero di pareggi: Lori (10)
- Maggior numero di sconfitte: Erevan (24)
- Minor numero di vittorie: Erevan (0)
- Minor numero di pareggi: Erevan (0)
- Minor numero di sconfitte: Ararat-Armenia (6)
- Miglior attacco: Alaškert (51 gol fatti)
- Peggior attacco: Erevan (11 gol fatti)
- Miglior difesa: Ararat-Armenia (23 gol subiti)
- Peggior difesa: Erevan (80 gol subiti)
- Miglior differenza reti: Ararat-Armenia (+21)
- Peggior differenza reti: Erevan (-69)
- Miglior serie positiva: Širak (10, 3ª-12ª)
- Maggior numero di vittorie consecutive: Alaškert, Noah, Širak (4)

Partite
- Più gol: Erevan-P'yownik 2-8 (10)
- Maggior scarto di gol: Lori-Erevan 8-0 (8)